# Kimberly Hart
Pour les articles homonymes, voir Kimberly et Hart.
Kimberly « Kim » Hart est un personnage de fiction de la franchise Power Rangers. Elle est apparue pour la première fois en tant que personnage principal de la série Power Rangers : Mighty Morphin où elle est incarnée par Amy Jo Johnson. Dans le reboot cinématographique Power Rangers (2017), le rôle est repris par Naomi Scott ; Amy Jo Johnson fait cependant un caméo dans le film.
Le personnage est aussi la vedette de la série de comics Mighty Morphin Power Rangers: Pink édités par Boom! Studios.

## Biographie fictive

### Power Rangers: Mighty Morphin
Kimberly est une lycéenne d'Angel Grove en Californie. Elle est présentée comme une valley girl. Elle est passionnée de gymnastique. Elle aime passer du temps avec ses amis Jason, Billy, Zack, et Trini. Un jour, ils sont tous les cinq téléportés dans un centre de commande. Ils y font la connaissance de Zordon et du robot Alpha 5. Ils découvrent qu'ils ont été sélectionnés pour devenir les Power Rangers, cinq soldats dont la mission est de défendre la Terre et de la méchante Rita Repulsa, une sorcière emprisonnée depuis 10 000 ans.
Kimberly devient alors le Ranger rose. Son Zord (robot métallique de combat des Rangers) est inspiré d'un Ptérodactyle, tout comme son médaillon de transmutation. Kim et ses amis vont alors mener de nombreuses batailles contre Rita et ses sbires, notamment le terrible Goldar,.
Les Rangers croisent ensuite la route de Tommy Oliver, qui affronte Jason dans un combat très disputé dans un tournoi d'arts martiaux. Tommy est ensuite accueilli par les autres de la bande, surtout par Kimberly qui a un faible pour lui. Mais Rita Repulsa prend possession de l'esprit de Tommy et le transforme en un être maléfique, le Ranger vert. Il se met alors à ignorer Kim et affronte même les Power Rangers. Finalement, Tommy parviendra à se libérer de l'emprise de Rita. Il conservera cependant ses pouvoirs du Ranger vert et sera intégré aux autres Rangers.
Plus tard, les Power Rangers découvrent que Zordon a créé un nouveau Power Ranger, le Ranger blanc. Lorsque ce dernier est présenté aux autres, Kimberly tombe dans les pommes en découvrant l'identité du Ranger, Tommy. Ce dernier avait quitté la ville depuis qu'il avait perdu ses pouvoirs de Ranger vert.
La meilleure amie de Kimberly est Trini Kwan, le Ranger jaune. Lorsque Trini quitte Angel Grove pour aller à une Conférence de pays en Suisse, Kim se rapprochera de sa remplaçante, Aisha Campbell.
Kimberly quittera ensuite les Power Rangers pour aller au tournoi de gymnastique des Pan Global Games. Elle sera remplacée par Kat Hillard, une ancienne espionne de Rita Repulsa.

### Power Rangers Turbo, le film
Kimberly revient avec Jason Lee Scott à Angel Grove, pour faire une surprise aux autres Rangers, mais ils sont capturés par la Reine des Pirates Divatox, qui veut les sacrifier pour son fiancé Maligore. Jason et Kimberly sont alors ensorcelés et sont forcés d'affronter les Power Rangers. Mais tout rentre finalement dans l'ordre. Après la victoire des Rangers, Kimberly se rend au tournoi d'arts martiaux où combattent Jason, Tommy et Adam.

### Power Rangers Super Megaforce
Elle est de nouveau la ranger rose au dernier épisode.

### Power Rangers Toujours vers le futur
Kimberly rejoint ses coéquipiers pour affronter Rita lorsqu'elle revient sous la forme de Robo-Rita accompagnée de ses Patrouilleurs. Kimberly sera dévastée quand Trini mourra après avoir protégé Billy d'une attaque de Rita. Un an plus tard, Rita ressuscite sous la forme de robots deux de ses anciens monstres : Snizzard et le Minotaure. Ils tendent une embuscade aux Rangers au cimetière où repose Trini et capturent Jason, Tommy et Kimberly. Zack et Billy s'enfuient avec Minh, la fille de Trini. Rita capture également d'autres Rangers à travers le Multivers pour alimenter sa machine qui lui permettra de voyager dans le Temps, pour retrouver la Rita du passé et s'unir avec elle et tuer Kimberly et les autres avant que Zordon ne fasse d'eux des Rangers. Finalement Zack et Billy appelleront Rocky et Kat en renfort et Minh deviendra la nouvelle Ranger Jaune Mighty Morphin. Ils détruiront le Minotaure, Snizzard et Robo-Rita, vengeant Trini et sauvant Kimberly et les autres Rangers.

### Version alternative

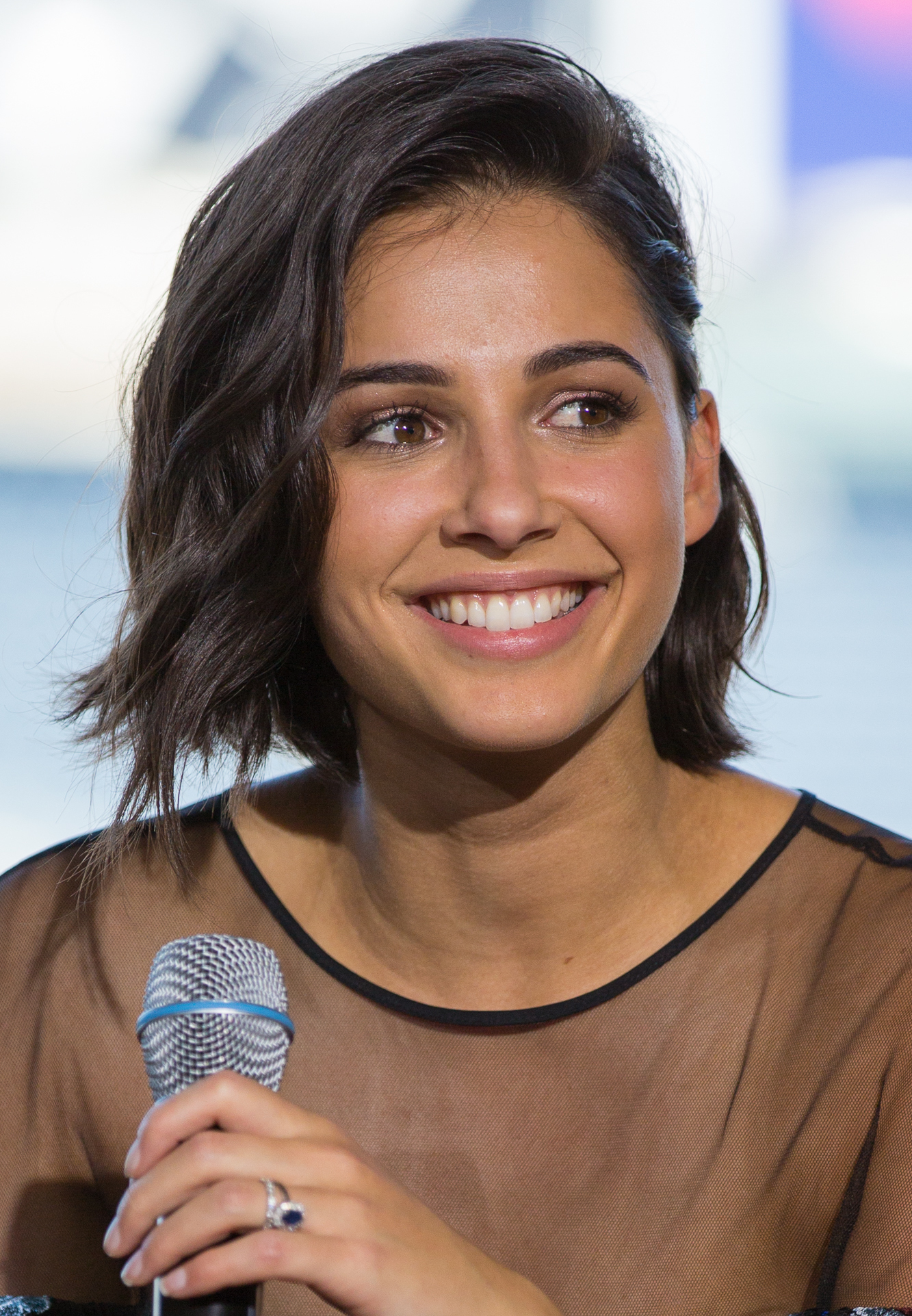
Naomi Scott interprète Kimberly dans le film de 2017

Dans le film de 2017, Kimberly est une ancienne pom-pom girl. Elle a été renvoyée de l'équipe après avoir fait circuler une photographie très compromettante d'une de ses coéquipières. Elle est donc collée en retenue au lycée. Elle y fait la connaissance de Billy Cranston, un génie étrange qui invente tout un tas de choses, et de Jason Scott, ancienne gloire locale de football. Un soir, Kimberly plonge seule d'une falaise près de la mine. Jason la voit sauter et pense qu'elle s'est noyée. Les jeunes gens discutent quelque temps avant d'être interrompus par une énorme explosion provoquée par Billy. Jason et Kimberly courent vers lui et découvrent une étrange paroi en verre. Les trois jeunes gens sont alors rejoints par Zack Taylor et la mystérieuse Trini Kwan. Ensemble, ils découvrent dans la roche cinq pierres, de cinq couleurs différentes. Ils en prennent chacun un : rouge pour Jason, rose pour Kimberly, jaune pour Trini, bleu pour Billy et noir pour Zack. Cela les mène ensuite au cœur d'un immense vaisseau spatial. Il y font la connaissance du robot Alpha 5 et surtout de Zordon, l'ancien Ranger rouge et chef des Power Rangers, désormais coincé dans une autre dimension. Zordon apprend aux adolescents qu'ils ont été choisis pour reprendre le flambeau des Power Rangers. La menace plane sur la ville d'Angel Grove, depuis le retour de Rita Repulsa, l'ancienne Ranger vert qui a jadis trahi Zordon et ses coéquipiers. Après un entrainement aussi long que laborieux, les jeunes gens parviennent enfin à devenir des Power Rangers. Ils devront unir leurs forces pour vaincre Rita.